# Agrupación Deportiva Antorcha
La Agrupación Deportiva Antorcha, de vegades esmentada com Antorxa, fou una entitat poliesportiva catalana de la ciutat de Lleida.

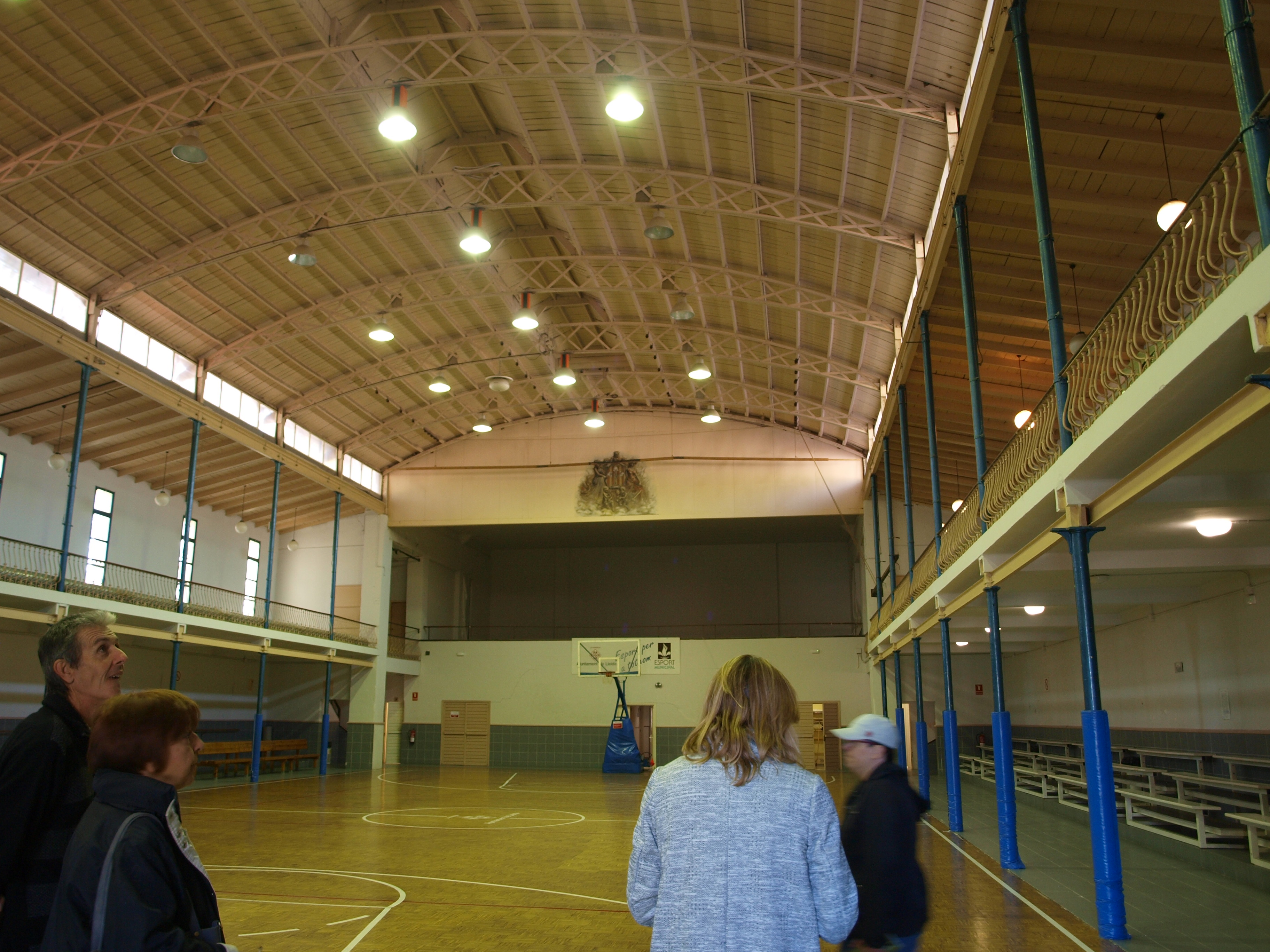
Pavelló de l'Antorxa, Lleida.

El club va néixer l'any 1948, depenent de la delegació local del Frente de Juventudes, sota la dictadura franquista, i fou fomentat per l'obra sindical Educación y Descanso.
Fou una de les entitats pioneres en la introducció del basquetbol a Lleida. Entre 1966 i 1970 es fusionà amb la secció de bàsquet del Sícoris Club per formar el Milsa AS Lleida, club que arribà a jugar a segona divisió estatal. Disputava els seus partits al Pavelló dels Camps Elisis (o pavelló Antorxa).
Una altra secció destacada fou la de voleibol, que arribà a jugar a la màxima categoria del voleibol espanyol.
Una de les seccions més destacades de l'entitat ha estat la d'atletisme, per la quan han competit atletes com Bonaventura Baldomà i Rius, Abel Perau Gelet o Glòria Pallé i Torres. L'any 1984 cessà l’activitat.